# Communauté de communes de la Vallée de Saint-Amarin
Die Communauté de communes de la Vallée de Saint-Amarin ist ein französischer Gemeindeverband mit der Rechtsform einer Communauté de communes im Département Haut-Rhin in der Region Grand Est. Sie wurde am 31. Dezember 1999 gegründet und umfasst 15 Gemeinden. Der Verwaltungssitz befindet sich im Ort Saint-Amarin.

## Mitgliedsgemeinden
| Gemeinde                                            | Einwohner 1. Januar 2022 | Fläche km² | Dichte Einw./km² | Code INSEE | Postleitzahl |
| --------------------------------------------------- | ------------------------ | ---------- | ---------------- | ---------- | ------------ |
| Fellering                                           | 1.585                    | 21,29      | 74               | 68089      | 68470        |
| Geishouse                                           | 429                      | 7,28       | 59               | 68102      | 68690        |
| Goldbach-Altenbach                                  | 268                      | 9,14       | 29               | 68106      | 68760        |
| Husseren-Wesserling                                 | 1.032                    | 5,09       | 203              | 68151      | 68470        |
| Kruth                                               | 883                      | 22,06      | 40               | 68171      | 68820        |
| Malmerspach                                         | 484                      | 2,66       | 182              | 68199      | 68550        |
| Mitzach                                             | 377                      | 6,41       | 59               | 68211      | 68470        |
| Mollau                                              | 334                      | 8,82       | 38               | 68213      | 68470        |
| Moosch                                              | 1.612                    | 15,25      | 106              | 68217      | 68690        |
| Oderen                                              | 1.229                    | 19,12      | 64               | 68247      | 68830        |
| Ranspach                                            | 778                      | 11,40      | 68               | 68262      | 68470        |
| Saint-Amarin                                        | 2.184                    | 11,61      | 188              | 68292      | 68550        |
| Storckensohn                                        | 187                      | 5,10       | 37               | 68328      | 68470        |
| Urbès                                               | 437                      | 12,68      | 34               | 68344      | 68121        |
| Wildenstein                                         | 157                      | 9,86       | 16               | 68370      | 68820        |
| Communauté de communes de la Vallée de Saint-Amarin | 11.976                   | 167,77     | 71               | –          | –            |